# Palazzo Venezia

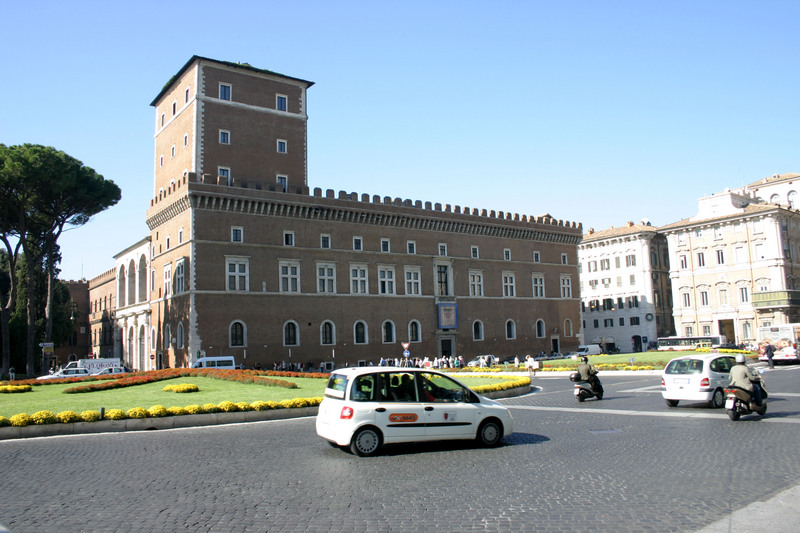
Palazzo Venezia

Der Palazzo Venezia oder Palazzo di Venezia (früher auch Palazzo San Marco oder Palazzo Barbo) ist ein an der Piazza Venezia in Rom gelegener Palast aus dem 15. Jahrhundert. In den Palast wurde die aus dem 4. Jahrhundert stammende Basilica minor San Marco integriert, die National- oder Regionalkirche der Venezianer in Rom. Der Palazzo Venezia war im Lauf der Jahrhunderte Residenz von Päpsten und Kardinälen, insbesondere von aus Venedig stammenden, Sitz der Botschaften der Republik Venedig und der Habsburgermonarchie beim Papst sowie Amtssitz des Diktators Benito Mussolini. Der Palazzo Venezia beherbergt das Museo di Palazzo Venezia, das nationale Institut für Archäologie und Kunstgeschichte (Istituto Nazionale di Archeologia e Storia dell’Arte) sowie Dienststellen der Museumsverwaltung.

## Geschichte

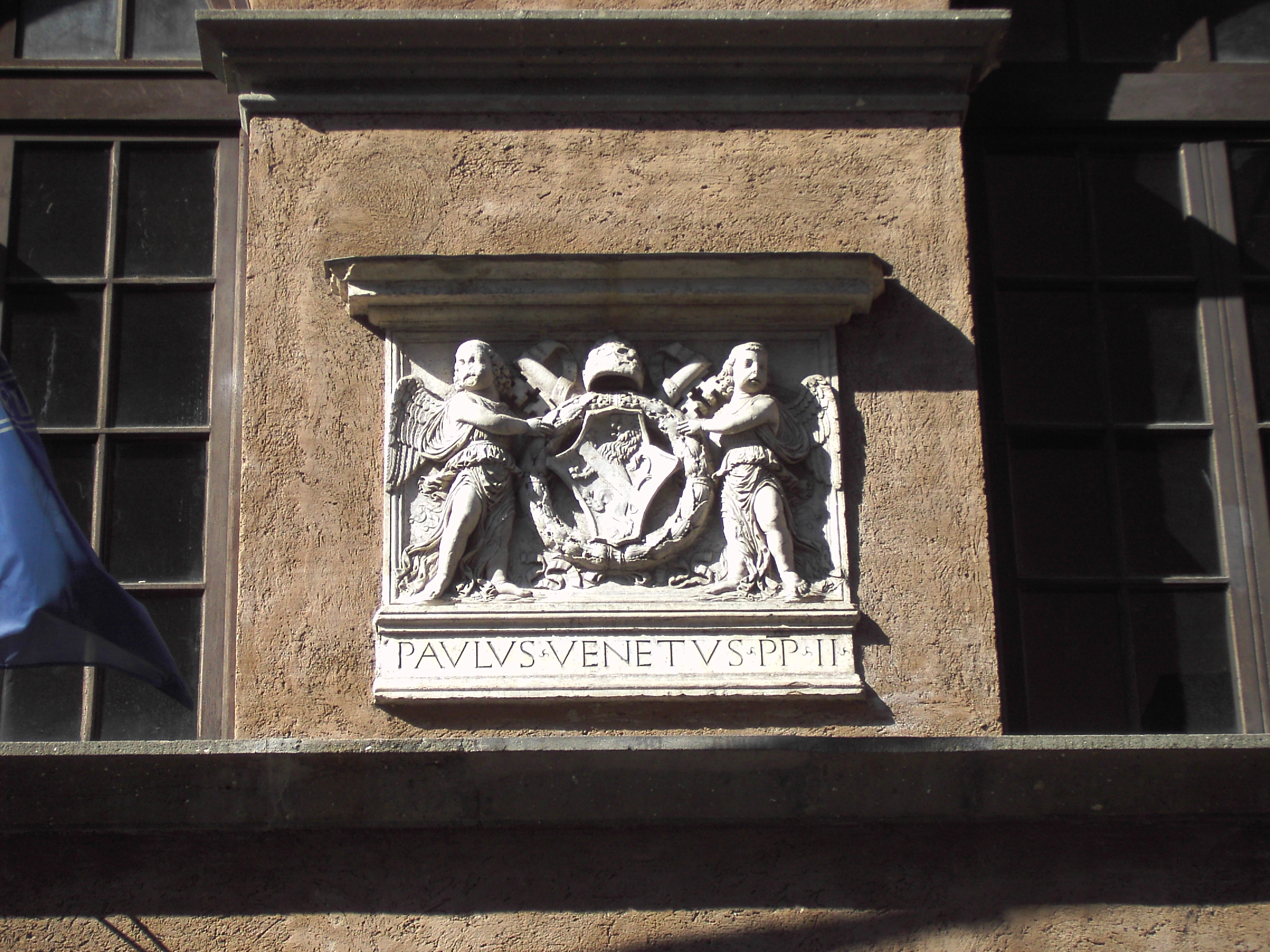
Wappen Papst Pauls II. am Palazzo Venezia mit der Inschrift Paulus Venetus PP. II.

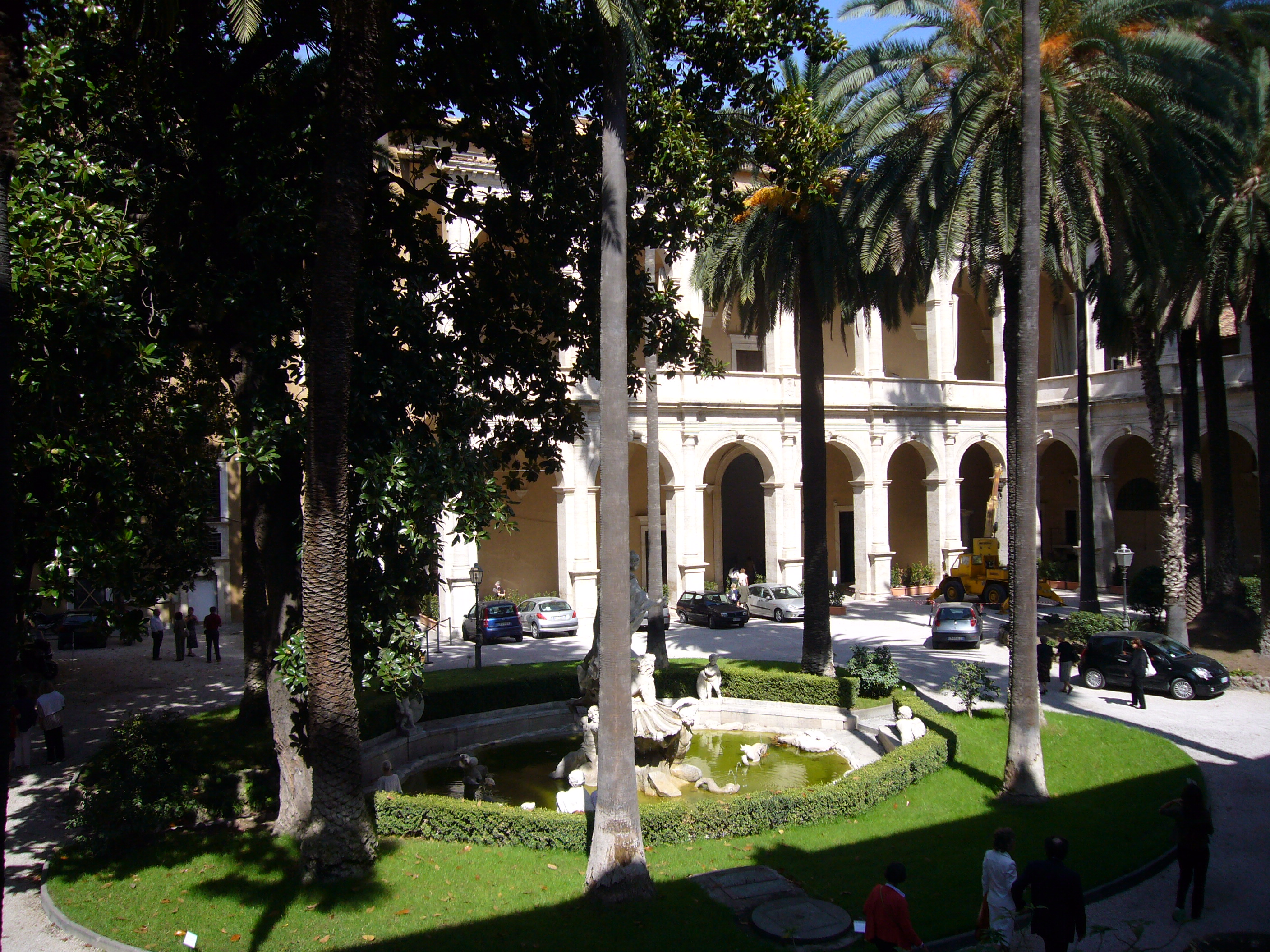
Innenhof des Palazzo

### Venezianische Epoche
Der venezianische Kardinal Pietro Barbo ließ 1455 einen kleineren Palast neben der Kirche San Marco, seiner Titelkirche, durch einen Neubau erweitern, der 1467 vollendet war. 1464 wurde Barbo als Paul II. zum Papst gewählt. Zunächst verlegte er seine päpstliche Residenz hierhin, zog aber 1470 in den Vatikan zurück.
Der Palast ging in der Folge an seinen Neffen, Kardinal Marco Barbo, über. Dieser ließ die Ausbauarbeiten fortführen. 1491 erhielt Kardinal Lorenzo Cibo de’ Mari die Basilika von San Marco als Titelkirche und bezog den Palazzo San Marco. Cibo de’ Mari kümmerte sich vor allem um die Innengestaltung, insbesondere um die Appartements im Norden, die noch heute seinen Namen tragen. Nachfolger Cibo de’ Maris wurde 1503 der venezianische Gelehrte und Kardinal Domenico Grimani, der den Palazzo mit seiner Privatbibliothek und seiner Kunstsammlung bereicherte. Zu dieser Zeit galt der Palazzo als eines bedeutendsten und schönsten Bauwerke der Stadt und war daher Ziel zahlreicher Rom-Reisender. Darüber hinaus beherbergte er eine Reihe illustrer Gäste, wie Borso d’Este, Herzog von Modena und Reggio, oder den französischen König Karl VIII. Kaiser Karl V. traf sich hier mit Papst Paul III. und vereinbarte mit ihm die Einberufung des Konzils von Trient. Papst Clemens VIII. leitete hier 1597 das letzte von ihm einberufene Konsistorium.
Papst Paul III. nutzte den Palazzo San Marco ab 1534 insbesondere als Sommerresidenz. Er ließ die Bögen des Viridariums (Gartenhof) schließen und den Palazzo baulich durch einen Übergang mit dem Kapitol verbinden, wo ein mächtiger Wehrturm entstand. Damit reproduzierte Paul III. im Grunde das architektonische Charakteristikum, das im Nordwesten der Stadt mit dem Passetto di Borgo zwischen dem Vatikan und der Engelsburg geschaffen worden war: Eine päpstliche Residenz, die durch einen Wehrgang mit einer Festung verbunden ist. Damit untermauerte der Papst auch seinen Anspruch auf das Kapitol, den Sitz der Stadtväter. Pauls Turm und die Verbindung zum Palazzo fielen Ende des 19. Jahrhunderts der Neugestaltung der Piazza Venezia zum Opfer.
Am 10. Juni 1564 schenkte Papst Pius IV. den Palazzo San Marco der Republik Venedig. Einzige Bedingung war die Übernahme der Instandhaltungskosten. Die gleichnamige Basilika, unveränderter Bezugspunkt der Venezianer in Rom, blieb Titelkirche in aller Regel venezianischer Kardinäle. Der Palazzo wurde Amtssitz der venezianischen Botschafter beim Heiligen Stuhl. Zunächst überließen sie dem Papst Teile des Palastes als Sommerresidenz, bis gegen Ende des Jahrhunderts der Quirinalspalast diese Funktion übernahm. Die verbitterten venezianischen Kardinäle der Titelkirche San Marco, die nunmehr nur ein Wohnrecht in unbedeutenden Teilen des Palazzos behielten, standen wegen ihrer exklusiven Nutzungsansprüche andauernd in Konflikt mit den Botschaftern Venedigs in Rom.
Weil der Palast von 1567 bis 1797 die venezianische Botschaft beherbergte, änderte sich seine Bezeichnung nach und nach in Palazzo Venezia. Verschiedene venezianische Kardinäle und Botschafter ließen Teile des Palazzos im 18. Jahrhundert renovieren oder umbauen: Zu nennen sind insbesondere Kardinal Angelo Maria Querini, der Marco Barbos westlichen Wehrgang (Passetto dei Cardinali) zwischen dem nördlichen und südlichen Flügel des Palazzos umbauen und überdachen ließ, Botschafter Lorenzo Tiepolo, der von Carlo Fontana dringende Stabilisierungsarbeiten im nordöstlichen Teil ausführen ließ, Botschafter Nicolò Duodo, der sich um das Dach kümmerte, die Teilung der Sala del Mappamondo in zwei Säle anordnete und an der Ostfassade einen Balkon anbringen ließ, Botschafter Barbon Morosini, der für den Innenhof den Marmorbrunnen mit der Bezeichnung „Vermählung Venedigs mit dem Meer“ in Auftrag gab, und Botschafter Girolamo Zulian, der den Bildhauer Antonio Canova vier Jahre im Palazzo leben und arbeiten ließ.

### Von Campo Formio bis zum Faschismus
Nach dem Italienfeldzug Napoleon Bonapartes, der Beseitigung der Republik Venedig und des Friedens von Campo Formio (1797) ging der Palazzo Venezia zunächst in das Eigentum der Habsburgermonarchie über, die dort am 1. Januar 1798 ihre Botschaft beim Heiligen Stuhl einrichtete. Der vorübergehende napoleonische Einfluss bedeutete für den Palazzo, auch wenn er in Teilen verwahrloste, ein wegweisendes Intermezzo: er diente in diesen Jahren wiederum als diplomatische Vertretung, aber auch als Sitz einer von dem Archäologen, Kunstkritiker und Diplomaten Giuseppe Tambroni zusammen mit dem Bildhauer Antonio Canova begründeten Kunstakademie, die einen drei- bis vierjährigen Studienaufenthalt ermöglichte.
Als nach dem Wiener Kongress im Zug der Restauration der Palazzo Venezia wiederum in österreichische Hände fiel, blieb die parallele Nutzung als diplomatische Vertretung und Kunstakademie zunächst erhalten. Wegen der Baufälligkeit des Gebäudes musste die Botschaft dann vorübergehend verlegt werden. Ab 1855 leitete der aus Prag stammende und damals in Rom lebende Architekt Anton Viktor Barvitius die fälligen Renovierungs- und Umbauarbeiten am Palazzo Venezia, der wo notwendig strukturell stabilisiert wurde; weitere Arbeiten betrafen die Fassade sowie die größten Säle im nordöstlichen Bereich, in die Teilungswände eingezogen wurden.

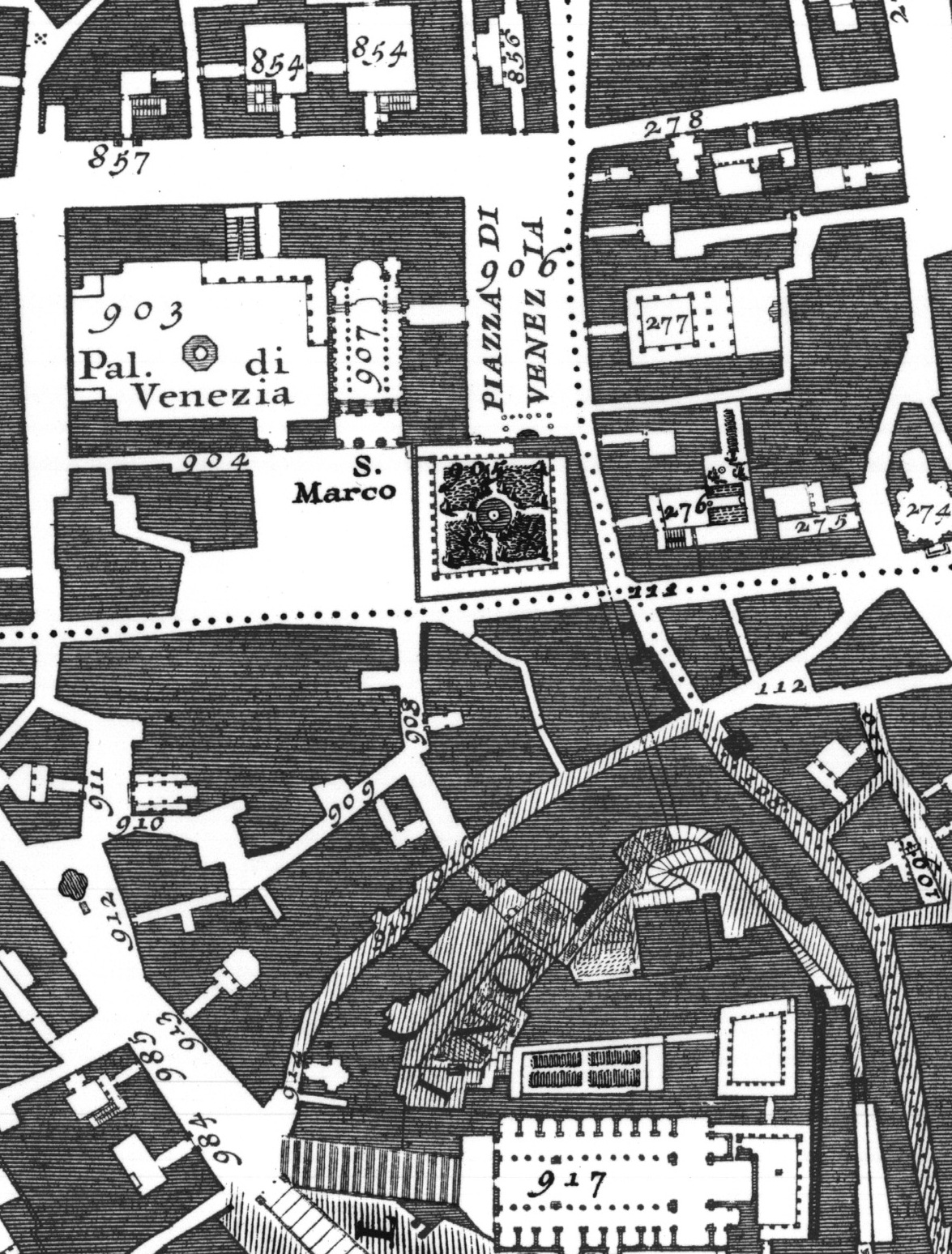
Palazzo und Piazza Venezia vor deren Umgestaltung

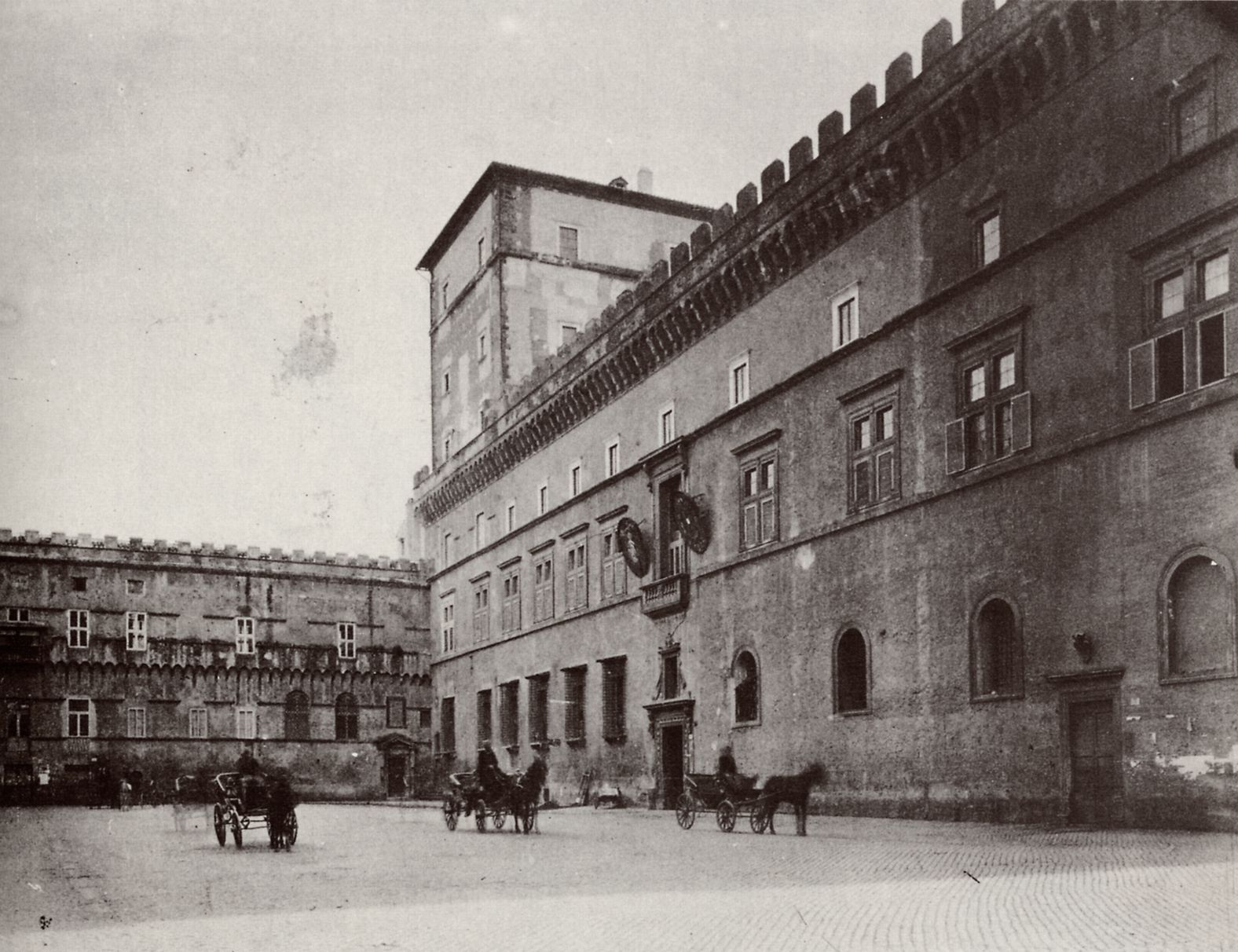
Palazzo Venezia vor der Verlegung des Palazzetto

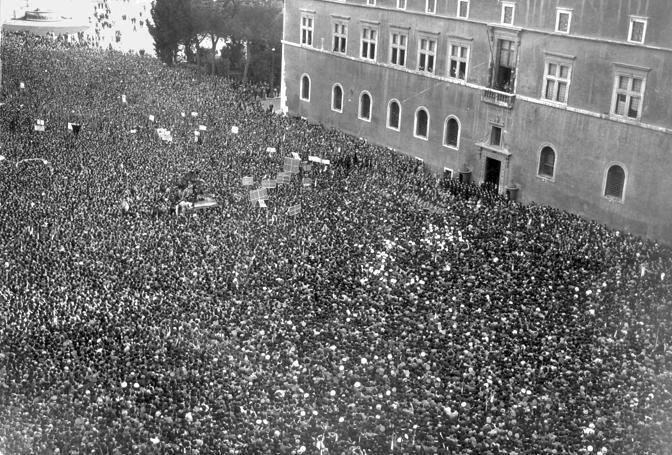
Palazzo und Piazza Venezia am 10. Juni 1940

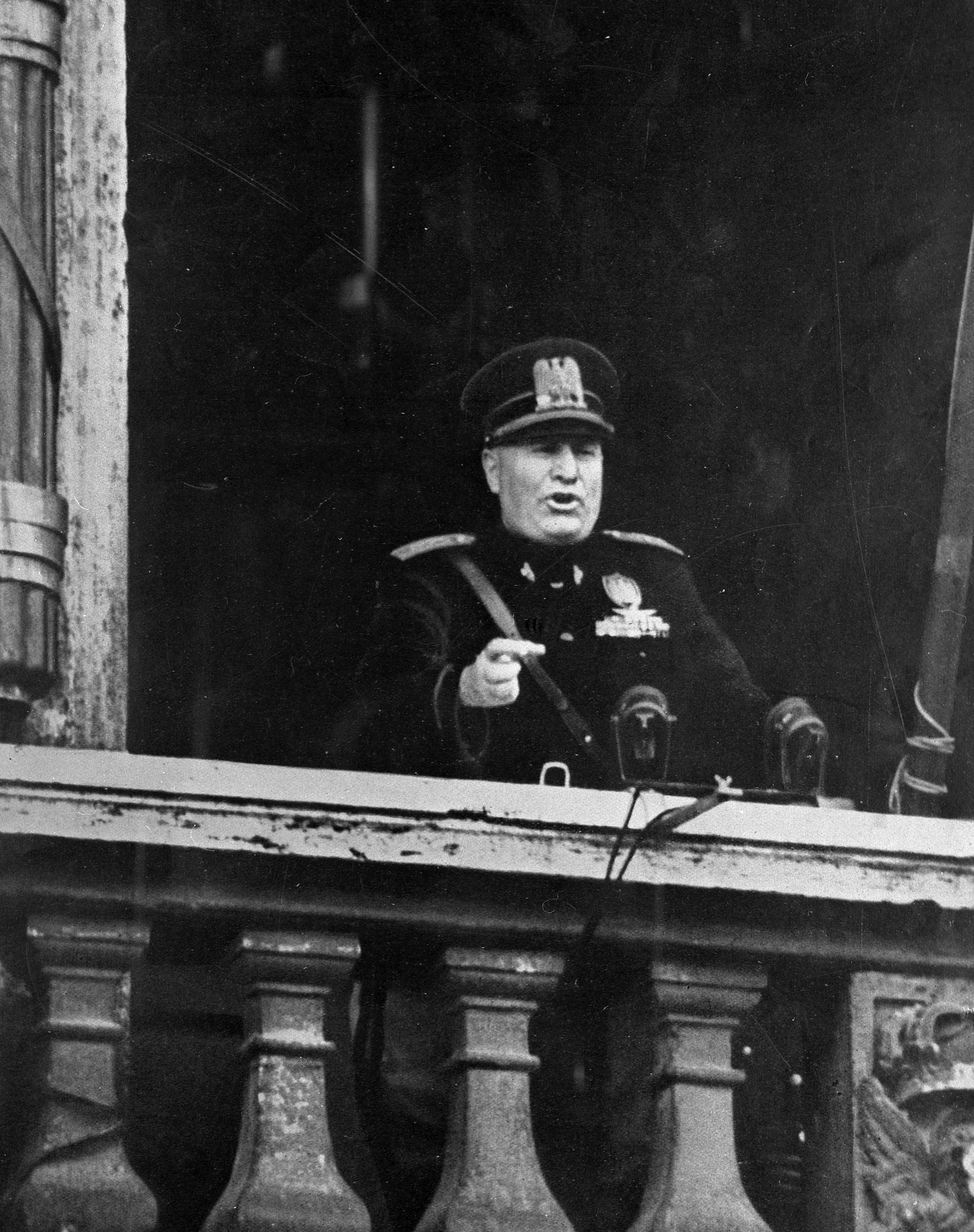
Mussolini auf dem Balkon des Palazzo Venezia

Als sich 1870 das Königreich Italien den verbliebenen Kirchenstaat einverleibte und Rom damit italienische Hauptstadt wurde, gab es im Palazzo Venezia, weiterhin Sitz der österreich-ungarischen Vertretung beim Heiligen Stuhl, elf Ateliers für Stipendiaten, davon sieben im markanten Turm des Palazzos. Zwischen 1884 und 1888 wurde wegen des Baus des Nationaldenkmals Vittoriano der im 16. Jahrhundert von Papst Paul III. errichtete Wehrturm und dessen bauliche Verbindung mit dem Palazzo Venezia abgerissen. Giuseppe Sacconi, der das Nationalmonument entwarf und dessen Bau leitete, legte 1897 Pläne für eine umfassende Neugestaltung der Piazza Venezia vor. Der Platz sollte verbreitert und von der von Norden kommenden Via del Corso eine Sichtachse auf das neue Nationalmonument geschaffen werden, was eine Verlegung von Teilen des Palazzo Venezia notwendig machte, namentlich des beinahe quadratischen Palazzetto, von der Piazza weiter nach Westen, bis an die Via degli Astalli. Österreichische Widerstände gegen diese Pläne konnten erst mit einem Abkommen vom 23. Juni 1908 überwunden werden. Österreich-Ungarn finanzierte den Rückbau des Palazzetto und dessen Wiederaufbau an genannter Stelle, behielt sich dafür allerdings die Planungshoheit vor.
Am 24. Mai 1915 trat Italien auf Seiten der Entente cordiale in den Ersten Weltkrieg ein. Während die im Palazzo Chigi ansässige österreich-ungarische Botschaft beim Königreich Italien umgehend geschlossen wurde, blieb die für den Heiligen Stuhl zuständige diplomatische Vertretung im Palazzo Venezia zunächst bestehen. Weil österreich-ungarische Luftstreitkräfte 1916 die Stadt Venedig bombardierten, zog die italienische Regierung den Palazzo Venezia zum 1. November 1916 ein; auch den Palazzo Chigi, den Österreich-Ungarn von den Chigi gemietet hatte, erwarb die italienische Regierung zu dieser Zeit. Hinsichtlich des eingezogenen Palazzo Venezia ergab sich sofort ein Konflikt mit dem Heiligen Stuhl, der Anspruch auf das Gebäude erhob. Entschärft wurde der Konflikt zunächst durch ein Dekret der italienischen Regierung, das den Palazzo zu einem Museum erklärte, danach durch die Friedensverträge von Saint-Germain und Trianon, die die Eigentumsrechte Italien zusprachen, und schließlich durch die Lateranverträge, mit denen die Römische Frage 1929 endgültig geklärt wurde.
Einer der Gründer des Museo di Palazzo Venezia, der Kunsthistoriker Corrado Ricci, hatte für den Palazzo eine Rolle im Sinn, die der des Louvre in Paris entsprechen sollte. Ein erstes Ausstellungskonzept entwarf der Museumsdirektor Federico Hermanin zusammen mit Ricci im Jahr 1917. Aber die im Lauf der Zeit erfolgten Umbauten, insbesondere die Unterteilung der größten Säle im Nordosten durch Barvitius, machten umfassende Restaurierungsarbeiten erforderlich, mit denen die ursprünglichen Räumlichkeiten und Fresken wiederhergestellt werden mussten. Ab 1917 trafen im Palazzo Venezia etliche ausgewählte Kunstwerke aus anderen römischen und italienischen Museen ein, wegen des Krieges insbesondere aus Venedig. Nach Kriegsende wurde der Palazzo Venezia zusammen mit dem Palazzo Chigi, dem Palazzo Caffarelli auf dem Kapitol und dem Vittoriano als Sinnbild für den Sieg verklärt, auch weil in Italien die Nutzung der drei Paläste als Botschaften bis zum Krieg als besonders unangemessen empfunden wurde.
Die Monumentalität und die politische Bedeutung des Palazzo Venezia zog auch die Aufmerksamkeit Benito Mussolinis auf sich, der Ende 1922 an die Macht kam. Er bestimmte den Palazzo zum neuen Regierungssitz, wobei er dem Museum den Palazzetto und das Cibo-Appartement überlassen wollte. Im Grunde kam es damit zu einer Unterteilung, wie sie schon vom 16. bis zum 18. Jahrhundert bestanden hatte. Wegen der nötigen Umbauarbeiten blieb Mussolini bis 1929 im Palazzo Chigi und nutzte den Palazzo Venezia bis dahin nur zu besonderen Anlässen als Repräsentationsort. Die Umbauarbeiten unter der Leitung von Giuseppe Volpi, Corrado Ricci, Federico Hermanin, Armando Brasini und Luigi Marangoni dauerten von 1924 bis 1936 und umfassten auch den Bau eines Treppenhauses im Stile der Neorenaissance.
Mussolini nutzte (neben der Villa Torlonia als Privatresidenz) im Palazzo Venezia das Barbo-Appartement und die als Arbeitszimmer etwas überdimensionierte Sala del Mappamondo, wo sein Schreibtisch am offenen Kamin stand. Von dort aus gelangte er auf den Balkon zur Piazza Venezia hin, wo er seine Reden an die Volksmassen hielt, die ihn über die Sichtachse der neuen Reichsstraße (Via dell’Impero) noch vom Kolosseum aus erkennen konnten. Auf diesem Balkon erklärte er Frankreich und dem Vereinigten Königreich am 10. Juni 1940 den Krieg. Nicht unbeeinflusst von dieser Kulisse blieben Hitlers Reichskanzleibau und weitere Pläne in Berlin. Das Museum im Palazzo Venezia machte Mussolini nie der Öffentlichkeit zugänglich; er nutzte es für sich selbst oder zeigte es ausgewählten Gästen. Am 25. Juli 1943 machte der im Palazzo Venezia tagende faschistische Großrat Mussolinis Diktatur ein Ende. Wegen zunehmender Luftangriffe hatte er sich noch einen Luftschutzkeller 16 Meter unter dem Palazzo bauen lassen.

### Von der Nachkriegszeit bis ins 21. Jahrhundert
Am 28. August 1944, wenige Wochen nach der Befreiung Roms, öffnete der Palazzo Venezia als Museum wieder seine Tore. Ausgestellt wurden Gemälde europäischer Meister, die davor im Vatikan in Sicherheit gebracht worden waren. Mit Bedacht wählte man dafür die von Mussolini genutzten Bereiche des Palazzos aus. Der weitere Museumsausbau nach 1945 war vor allem dem Museumsdirektor Antonino Santangelo zu verdanken. Andererseits mussten bis 1953 viele Gemälde an die Galleria Nazionale d’Arte Antica im Palazzo Barberini abgegeben werden. Im Zug der Diversifizierung erhielt das Museum im Palazzo Venezia Antiquitäten und dekorative Werke verschiedener Art sowie einen Großteil der Sammlungen an Rüstungen und Waffen des Fürsten Ladislao Odescalchi. Diese Sammlung war zeitweise in den größten und repräsentativsten Sälen im Nordosten des Palazzo ausgestellt. Diese Räume dienten ab 1982 Teilen einer Ausstellung zu Giuseppe Garibaldi und danach temporären Ausstellungen. Diese temporären Ausstellungen in den bedeutendsten Räumlichkeiten verdrängten die permanenten in die Cibo-Appartements und in den zweiten Stock des Palazzetto, der 2006 in seinem Bogengang auch ein Lapidarium aufnahm. Darüber hinaus wurden im Lauf der Zeit andere Bereiche des Palazzo Venezia anderen Organisationen überlassen, insbesondere dem Nationalen Institut für Archäologie und Kunstgeschichte und der bedeutenden Biblioteca di Archeologia e Storia dell’Arte, aber auch internationalen Organisationen und Verwaltungsstellen des Kulturministeriums. Der Palazzo wurde auf diese Weise einerseits zum Teil nicht mehr für die Öffentlichkeit zugänglich und andererseits eines musealen Zusammenhangs beraubt.
Ab 2016 versuchte man dem mit einer umfassenden Reorganisation entgegenzuwirken, beginnend im Garten des Innenhofs, der für Kraftfahrzeuge gesperrt wurde. Der so geschaffene Freiraum dient Einheimischen wie Besuchern im Herzen der Innenstadt als eine Art Oase, die seither vor allem im Sommer auch für kulturelle Veranstaltungen genutzt wird. Die drei größten Säle im Nordosten beherbergen in der Regel keine Ausstellungen mehr; vielmehr sind sie an sich zu Attraktionen geworden, auch vor dem Hintergrund ihrer historischen Bedeutung. Daneben dienen sie kulturellen Veranstaltungen verschiedener Art. Im Jahr 2017 beschloss das Kulturministerium eine Verlegung der bedeutenden Kunstbibliothek in ein Gebäude neben dem Quirinalspalast. Seit 2020 bildet der Palazzo Venezia zusammen mit dem Vittoriano einen zusammenhängenden Museumskomplex mit besonderer Autonomie (VIVE).

## Architektur

### Allgemeines
Der Palast hat während seiner verwickelten und langjährigen Baugeschichte immer wieder gravierende Veränderungen erfahren. Der ursprüngliche Kardinalspalast mit seinem mächtigen Turm über einem quadratischen Grundriss und der anschließende Palast entsprach dem damals für römische Stadtpaläste üblichen Bautyp.

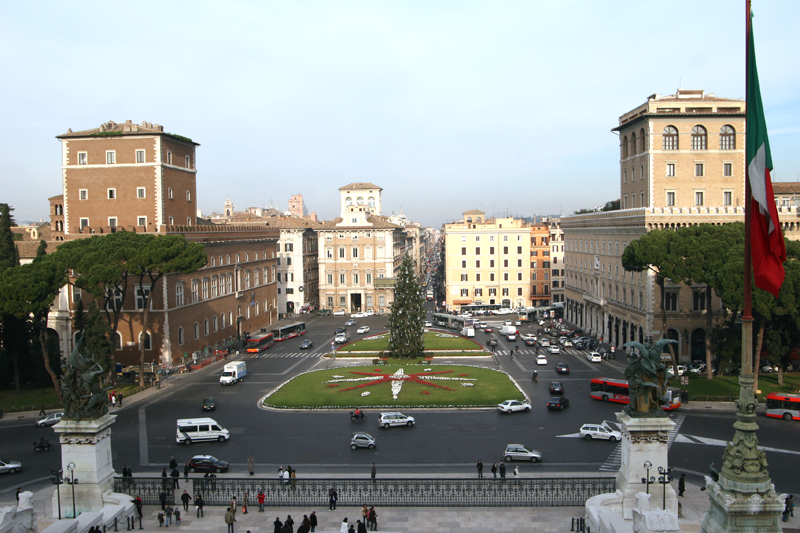
Piazza Venezia, links der Palazzo Venezia, rechts der Palazzo delle Assicurazioni Generali, vorne der Treppenaufgang zum Monumento Vittorio Emanuele II.

Für die folgenden Umbauten und Erweiterungen als päpstliche Residenz werden Giuliano da Maiano, Bartolomeo Bellano und Bernardo Rosselino vermutet. Die Hypothese, dass auch Alberti am Konzept beteiligt war, teilt der Palast mit anderen römischen Bauten der Zeit, es gibt aber dafür keinerlei Belege. Als Baumeister wird in der neueren Literatur Francesco da San Sepolcro genannt. Zunächst wurde das Areal des alten Kardinalspalastes von rund 700 m² auf 11.000 m² erweitert, einschließlich der Anlage eines Gartens, der von den päpstlichen Gemächern einzusehen war. Er wurde begrenzt von einer mit Zinnen bekrönten Loggia die wenig später durch eine weitere aufgestockt wurde.
Die heutige exponierte Lage des Palastes ergab sich erst durch die Neugestaltung der Piazza Venezia im Zuge der Errichtung des monumentalen Nationaldenkmals für Viktor Emanuel II., die zwischen 1885 und 1911 ausgeführt wurde und für die Teile der alten Nachbarbebauung abgerissen wurden. Ab 1911 wurde als Gegenstück zum Palazzo Venezia das Gebäude der Versicherungsgesellschaft Assicurazioni Generali erbaut, ebenso mit mächtigem Turm und mit Zinnen ausgestattet und mit einem Portal, das wie das des Palazzo Venezia mit dem geflügelten Markuslöwen bekrönt ist.
Zur Piazza Venezia ist die breitgelagerte Front mit dem alten zinnenbekrönten Eckturm bestimmend. Die Nordseite des Palastes erstreckt sich entlang der Via del Plebiscito, auf der Westseite wird der Palastbezirk mit dem dahinterliegenden Garten allein durch eine Mauer mit Wehrgang begrenzt. An der Südseite schließt sich der Palazzetto und der Eingang der Kirche San Marco an, die beim Bau des Palazzo in den Komplex miteinbezogen wurde.
Der Palazzo gilt als erstes großes Bauwerk der Frührenaissance in Rom. Seine von drei Fensterreihen aus weißem Marmor geschmückte, bräunliche Fassade mit abschließendem Zinnenkranz verleiht ihm einen mittelalterlichen Charakter. Die Fenster des oberen Stockwerks tragen die Form des welfischen Kreuzes. Der eigentliche Aspekt der Renaissance wird erst in der Hofloggia ersichtlich. Dort wurde die Säulenordnung des Kolosseums, typisches Merkmal der Antikenrezeption, übernommen.

### Inneres
Nachfolgende Beschreibung beschränkt sich im Wesentlichen auf den östlichen und nördlichen Flügel des Piano nobile mit den bedeutendsten Räumlichkeiten.
Das Hauptportal an der Ostfassade wurde 1467 von dem Bildhauer Giovanni Dalmata geschaffen. Ein markanter Aspekt des Atriums ist das Betongewölbe mit seinen Kassetten, das von der antiken Baukunst wie im Pantheon inspiriert ist. Zugeschrieben wird das Gewölbe Alberti selbst oder auch dessen Schüler Francesco del Borgo. Auf der rechten Seite befindet sich der Sarkophag Cuspia Aegiales aus dem dritten Jahrhundert. Botschafter Antonio Grimani machte aus dem Steinsarg 1671 ein Brunnenbecken. Die Räumlichkeiten auf der linken und rechten Seite des Atriums dienten als Küchen und Wachlokale. Durch das Atrium führt der Weg geradeaus direkt in die Basilika, links davor führt eine Treppe zunächst zum Mezzaningeschoss und dann weiter zum Piano nobile.

#### Appartamento Barbo
Dieser südöstliche Bereich, bestehend aus sieben Privaträumen des Kardinals Pietro Barbo, gehört zum ältesten Teil des Palazzo Venezia. Dieses Appartement ließ Barbo ab 1456 für 15.000 Scudi bauen. Als Papst Paul II. brachte er hier seine bedeutende Kunstsammlung unter. Später diente es als Residenz der venezianischen Botschafter, heute wird es vom Museum für Ausstellungen genutzt.
Von der Treppe parallel zum Kirchenschiff kommend gelangt man in südlicher Richtung durch die beiden Vorzimmer, deren Neorenaissance-Böden aus den 1920er Jahren stammen. An die frühere Nutzung erinnert heute nur ein Papstwappen im Gewölbe des zweiten Zimmers. Vom folgenden dritten Raum gelangt man rechts auf die Loggia delle benedizioni über dem Eingang zur Basilika, von wo aus der Papst die Gläubigen segnete. Von der Loggia aus bietet sich ein Ausblick auf die kleine Piazza San Marco und das Vittoriano. Vom dritten Raum des Barbo-Appartements gelangte man früher auch in den Palazzetto mit seinem Viridarium, als dieser noch an seiner ursprünglichen Stelle stand, sowie über eine Wendeltreppe in den mittelalterlichen Turm. Das an der südöstlichen Ecke des Palazzos gelegene vierte Zimmer trägt den Namen Camera della torre („Turmkammer“), weil es, obwohl Teil des Piano nobile, auch dem Turm Torre della Biscia zugeordnet wurde. Paul II. nutzte es wahrscheinlich als Arbeitszimmer. Wie im dritten Zimmer ist auch hier die Holzdecke das Original aus dem 15. Jahrhundert. Dies gilt auch für das in nördlicher Richtung (an der östlichen Fassade) folgende fünfte Zimmer, das ehemalige Schlafzimmer Pauls II., dessen Wappen auch hier zu sehen ist. Das weiter in nördlicher Richtung folgende sechste Zimmer wird Papageien-Zimmer genannt, weil Paul II. hier ein solch exotisches Tier hielt. Von besonderer Bedeutung ist hier ein Fresko aus dem 18. Jahrhundert, das Papst Pius IV. darstellt, als er dem venezianischen Botschafter Giacomo Soranzo den Palazzo Venezia übergibt. In diesem Zimmer tagte der Große Faschistische Rat, der Mussolini in der Nacht zum 25. Juli 1943 de facto absetzte. Das siebte und letzte Zimmer des Barbo-Appartements ist nach den Paramenten Pauls II. benannt. Die Holzdecke und die Friesmalereien stammen aus der Zeit um 1470, als Ausbauarbeiten im Gang waren. Weil die Friesmalereien unter anderem Arbeiten des Herakles, lateinisch Hercules, darstellen, wird auch das Zimmer alternativ nach diesen benannt. Der Boden stammt auch hier von dem Keramiker Vittorio Saltelli, der alte, wiederaufgefundene Keramikfliesen in den 1930er Jahren verlegte.

#### Die drei großen Säle

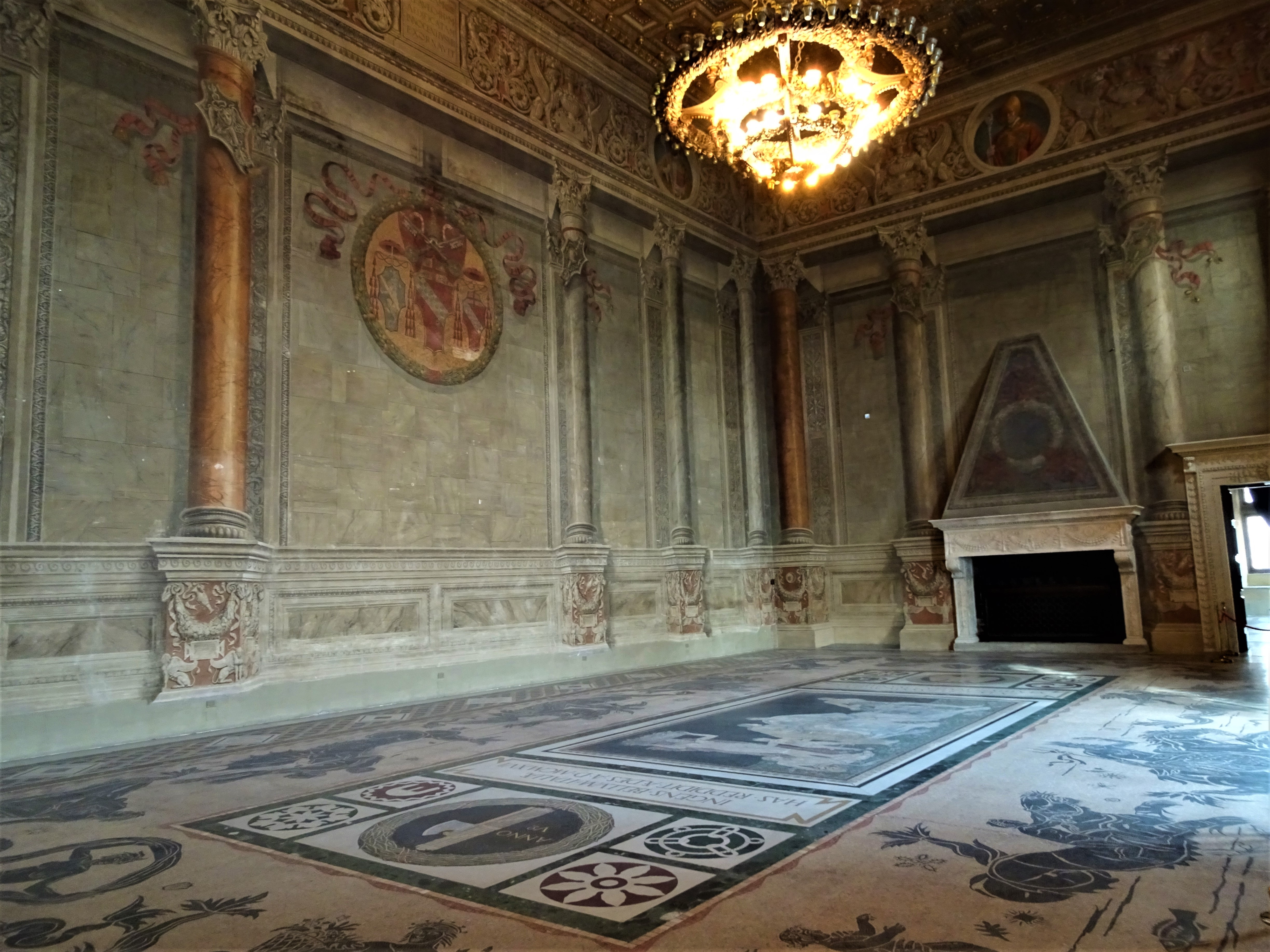
Sala del Mappamondo, Mussolinis Arbeits- und Empfangssaal

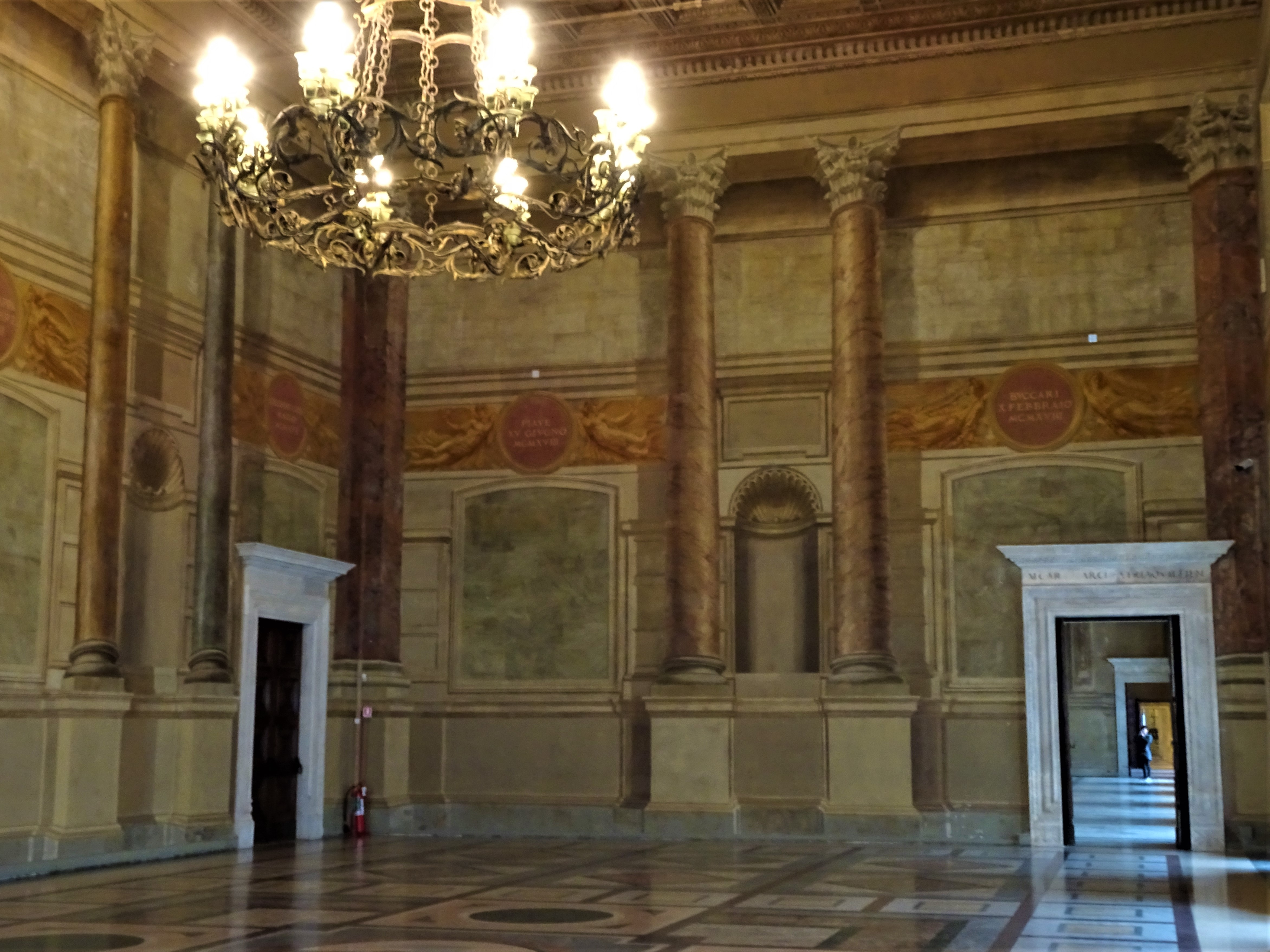
Sala del Concistorio oder Sala delle Battaglie, dahinter die Sala Regia

Vom siebten und letzten Zimmer des Appartamento Barbo gelangt man in nördlicher Richtung in den ersten großen Saal des Palazzo Venezia, die Sala del Mappamondo („Kartensaal“). Paul II. ließ diesen repräsentativen Bereich kurz nach seiner Wahl schaffen, um den Palazzo zu einer zweiten päpstlichen Residenz auszubauen. Der Name dieses Saals bezieht sich auf eine nicht mehr existente Planisphäre, die sich vor der zentralen Wand befand. An dieser Wand sind heute die Wappen der Kardinäle Marco Barbo und Lorenzo Cibo sowie das des Papstes Innozenz VIII. zu sehen. Diese beiden Kardinäle hatten unter dem Pontifikat Innozenz’ wahrscheinlich bei Andrea Mantegna die Wandmalereien für den Saal in Auftrag gegeben, darunter illusorische Kolonnaden mit einem Fries, auf dem in Medaillons Kirchenlehrer dargestellt sind. Diese Wandmalereien konnte Federico Hermanin bis 1920 freilegen und dann von Giovanni Costantini restaurieren lassen. Der offene Kamin mit dem Kardinalswappen Marco Barbos wird Mino da Fiesole und Giovanni Dalmata zugeschrieben. Decke, Kronleuchter und Boden stammen aus den 1920er Jahren. Die Decke ist, von den Wappen Roms und Venedigs abgesehen, der der Kirche San Vittore in Vallerano nachempfunden. Pietro D’Achiardi ließ sich beim Entwurf des Mosaikbodens von den Mosaiken der Neptunthermen in Ostia Antica inspirieren. Zu sehen sind der Raub der Europa, verschiedene Gottheiten, die Tierkreiszeichen sowie zeitgenössische faschistische Symbolik, deren weiterer Verbleib nicht unumstritten ist.
In der Sala del Mappamondo vereinbarten Papst Paul III. und Kaiser Karl V. die Einberufung des Konzils von Trient. Mussolini führte in diesem Saal von 1929 bis 1943 die Regierungsgeschäfte und hielt vom Balkon aus seine Reden an das Volk.
Der folgende, an der Nordostecke des Palazzo gelegene Saal wird Sala del Concistoro oder Sala delle Battaglie genannt. Als Ort eines Konsistoriums diente er zuletzt 1597. Im 18. Jahrhundert war er für seine fünf in Murano hergestellten Kronleuchter (Lüster) bekannt und wurde daher in dieser Zeit auch „Saal der fünf Lüster“ genannt. Unter diesen Lüstern gab 1770 der vierzehnjährige Wolfgang Amadeus Mozart ein Konzert. Nachdem gegen Ende des Ersten Weltkriegs die Zwischenwände aus den drei großen Sälen entfernt worden waren und in diesem mittleren Saal alle früheren Malereien verloren gegangen waren, überließ man in den 1920er Jahren dem Architekten Armando Brasini und dem Maler Giovanni Costantini die Neugestaltung. Sie orientierten sich an der Sala del Mappamondo, ansonsten bezieht sich ihre Neorenaissance-Malerei auf die Schlachten des Ersten Weltkriegs an der Italienfront, weswegen der Saal heute auch die Bezeichnung „Schlachtensaal“ trägt. Kassettendecke und Marmorboden stammen ebenfalls aus den 1920er Jahren. Der heutige Kronleuchter stammt von Giorgio Liebe.
Der letzte und größte Saal liegt im Nordflügel des Palazzo. Wegen seiner 430 m² wird er auch Aula Maxima genannt, die offizielle Bezeichnung lautet Sala Regia oder Königssaal. Der Papst empfing hier Monarchen, Botschafter und andere höhere Würdenträger. Der Saal wurde unter Kardinal Lorenzo Cibo fertiggestellt, in den folgenden Jahrhunderten dann mehrmals verändert und umgebaut. Federico Hermanin ließ ihn in den 1920er Jahren im ursprünglichen Stil wiederherstellen. Auf den drei Innenwänden ist die römische Göttin des Ruhms zu sehen, die geflügelte Fama, auf dem Globus stehend. Die freigelegten Dekorationen der oberen Fenstergewände schrieb Hermanin Donato Bramante zu und ließ sie von Pietro de Prai restaurieren. Auch in der Sala Regia stammen Kassettendecke und Marmorboden aus den 1920er Jahren. Ermengildo Estevan ließ sich bei der Decke vom Mittelschiff der angrenzenden Basilica di San Marco inspirieren, religiöse Motive ersetzte er jedoch durch die Wappen der Städte Rom und Venedig sowie des Königreichs Italien.

#### Scala Nova

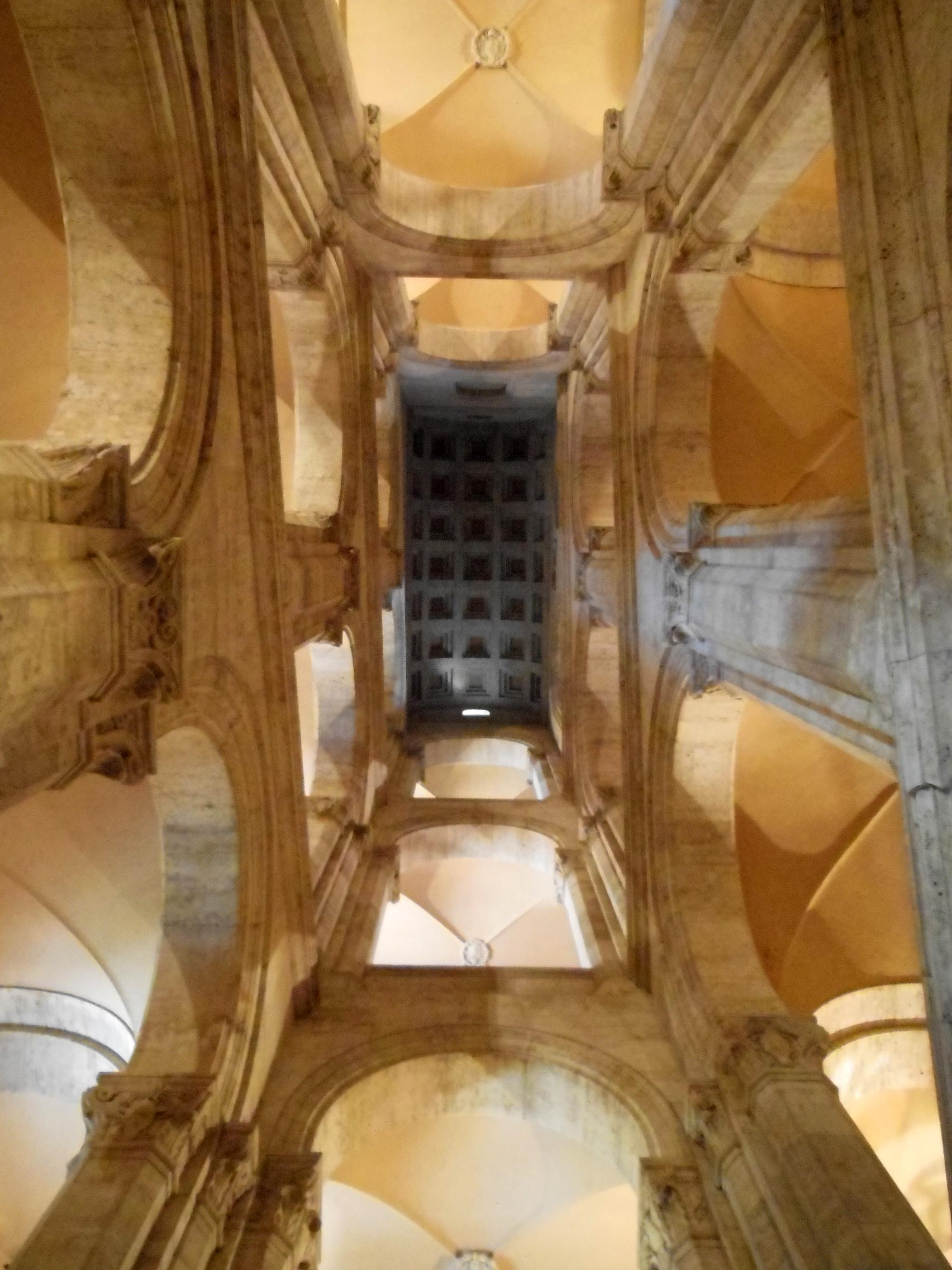
Scala Nova, Treppenhaus

Die auf die Sala Regia folgende Ehrentreppe scheint auf den ersten Blick ein Werk aus der italienischen Renaissance. Gebaut wurde sie jedoch von 1924 bis 1930 nach einem Entwurf Luigi Marangonis. Die „Neue Treppe“ (Scala Nova) entspricht in ihrer Monumentalität den großen Sälen, zu denen sie führt. Wie der Konsistoriums- oder Schlachtensaal hat auch diese Travertintreppe kriegsverherrlichende Elemente. Im nördlichen Flügel verbindet die Scala Nova den Piano nobile mit dem Eingang zur Via del Plebiscito und zugleich mit dem Innenhof und dessen Gärten. An dieser Stelle gab es vor der Scala Nova drei Vorgänger: auf der ursprünglichen Treppe aus dem 15. Jahrhundert konnte man auf dem Pferd sitzend bis zum Piano nobile gelangen.

#### Appartamento Cibo
Im Piano nobile folgt auf die Ehrentreppe in westlicher Richtung das Appartamento Cibo, gebaut als Residenz des Kardinals Lorenzo Cibo de’ Mari. Eine alternative Schreibweise des Nachnamens und damit auch des Appartements ist Cybo. Nachdem Pius IV. den Palazzo Venezia der Republik Venedig geschenkt hatte, verblieb das Appartamento Cibo den Kardinälen, die San Marco als Titelkirche hatten. Auch die sieben Zimmer dieses Appartements, sowohl zum Innenhof, als auch zur Via del Plebiscito hin gelegen, wurden von Hermanin im ursprünglichen Renaissance-Stil restauriert, wobei er sich bei den Decken an Zeichnungen von Ludwig Seitz hielt. Zusammen mit der folgenden Sala Altoviti dient das Appartamento Cibo als Bereich der Schausammlung des Museums.

## Das Museum
Schon seit dem Mitte des 15. Jahrhunderts wurden im Palazzo antike Statuen aus dem Besitz Kardinal Barbos, der ein begeisterter Sammler antiker Fundstücke war, ausgestellt. Vermutlich wurden die meisten Antiken nach seinem Tod von Barbos Nachfolger Sixtus IV. in die Engelsburg überführt, ihr weiterer Verbleib ist nicht mehr nachzuweisen. 1503 wurde jedoch mit der Ernennung Domenico Grimanis eine neue Sammlung von Antiken im Palazzo begonnen. Kardinal Grimani, einer der bedeutendsten Kunstsammler und Mäzene der Renaissance, richtete eine erstrangige Sammlung im Palast ein. Nach seinem Tod 1523 bemächtigte sich die Serenissima des Erbes, das den rechtmäßigen Grimani-Erben erst nach juristischen Auseinandersetzungen mit der Republik teilweise zurückerstattet wurde. Einige Stücke gelangten in der zweiten Hälfte des 16. Jahrhunderts in den Vatikan. Ende des 18. Jahrhunderts schließlich wurden die letzten Antiken auf Veranlassung des venezianischen Botschafters nach Venedig gebracht.
Das Museo di Palazzo Venezia zeigt neben Beispielen aus seinem Lapidarium eine bedeutende Waffensammlung, einer Sammlung von Wandteppichen, Münzen und Medaillen, Stoffen, Gläsern, Emailarbeiten sowie einer Sammlung von Silberarbeiten und Holzschnitzereien. Bemerkenswert ist Gianlorenzo Berninis Gedenken an Schwester Maria Raggi sowie
die Portraitbüste Papst Paul II. von Paolo Romano (Abb.)
Die Gemäldesammlung umfasst Bilder aus dem 13.–18. Jahrhundert, darunter Filippo Lippis „Mariä Verkündung mit Stiftern“ und Werke von Carlo Maratta, Guercino, Guido Reni, Domenichino, Giorgione und Giotto.